# Лукин (Краснодарский край)
Луки́н — хутор в Лабинском районе Краснодарского края.
Входит в состав Первосинюхинского сельского поселения.

## Население
| 2002 | 2010 |
| ---- | ---- |
| 9    | ↘3   |